# Eishockey-Weltmeisterschaft der Frauen 2008
Die 12. Eishockey-Weltmeisterschaften der Frauen der Internationalen Eishockey-Föderation IIHF waren die Eishockey-Weltmeisterschaften des Jahres 2008. Insgesamt nahmen zwischen dem 10. März und 13. April 2008 33 Nationalmannschaften an den fünf Turnieren der Top-Division sowie der Divisionen I bis IV teil.
Die elfte Austragung der Top-Division wurde vom 4. bis zum 13. April 2008 im chinesischen Harbin ausgetragen. Weltmeister wurde zum zweiten Mal die Mannschaft der Vereinigten Staaten, die den Titelverteidiger Kanada im Finale mit 4:3 besiegte.

## Teilnehmer, Austragungsorte und -zeiträume
- Top-Division: 4. bis 13. April 2008 in Harbin, Volksrepublik China
  - Teilnehmer:  Volksrepublik China,  Deutschland,  Finnland,  Japan (Aufsteiger),  Kanada (Titelverteidiger),  Russland,  Schweden,  Schweiz,  USA
- Division I: 10. bis 16. März 2008 in Ventspils, Lettland
  - Teilnehmer:  Frankreich,  Kasachstan (Absteiger),  Lettland,  Norwegen,  Slowakei (Aufsteiger),  Tschechien
- Division II: 25. bis 30. März 2008 in Vierumäki, Finnland
  - Teilnehmer:  Australien (Aufsteiger),  Dänemark (Absteiger),  Italien,  Niederlande,  Nordkorea,  Österreich
- Division III: 6. bis 12. April 2008 in Miskolc, Ungarn
  - Teilnehmer:  Belgien,  Großbritannien,  Kroatien (Aufsteiger),  Slowenien (Absteiger),  Südkorea,  Ungarn
- Division IV: 23. bis 29. März 2008 in Miercurea Ciuc, Rumänien
  - Teilnehmer:  Estland,  Island,  Neuseeland,  Rumänien,  Südafrika (Absteiger),  Türkei

## Top-Division
Die Weltmeisterschaft der Top-Division der Frauen wurde vom 4. bis zum 13. April 2008 im chinesischen Harbin ausgetragen. Die Spiele fanden allesamt in der Baqu Arena mit 5.000 Plätzen statt.
Am Turnier nahmen neun Nationalmannschaften teil, die in drei Gruppen zu je drei Teams spielten. Dabei setzten sich die beiden Gruppen nach den Platzierungen der Nationalmannschaften bei der Weltmeisterschaft 2007 nach folgendem Schlüssel zusammen:
| Gruppe A                | Gruppe B        | Gruppe C     |
| ----------------------- | --------------- | ------------ |
| Kanada (1)              | USA (2)         | Schweden (3) |
| Volksrepublik China (6) | Schweiz (5)     | Finnland (4) |
| Russland (7)            | Deutschland (8) | Japan (10)   |

### Modus
Wie in den vergangenen Jahren nahmen neun Teams an der Weltmeisterschaft teil. Diese wurden zunächst in drei Vorrundengruppen eingeteilt. Die Sieger der drei Vorrundengruppen A, B und C spielten in einer weiteren Gruppe (D) die beiden Finalisten aus, die Zweitplatzierten in Gruppe E den zweiten Teilnehmer des Spiels um Platz 3 (gegen den Dritten der Gruppe D). In der Relegationsgruppe F spielten die Drittplatzierten der Vorrundengruppen A–C gegen den Abstieg. Die zwei Letztplatzierten steigen in die Division I ab.

### Austragungsorte
| \| Harbin \|                         |
| Austragungsort der Weltmeisterschaft |
| Harbin                               |

| Harbin |

### Vorrunde

#### Gruppe A
| 4. April 2008 19:00 Uhr (Ortszeit) | 4. April 2008 12:00 Uhr (MESZ) | Russland J. Smolenzewa (19:57) | 1:8 (1:2, 0:2, 0:4) Spielbericht | Kanada B. Kellar (10:41) G. Kingsbury (13:16) J. Botterill (32:50) M. Agosta (35:05) C. Piper (43:47) C. Ouellette (55:07) H. Wickenheiser (57:15) M. Agosta (57:28) | Baqu Arena, Harbin Zuschauer: 1.232 |

| 5. April 2008 19:00 Uhr | 5. April 2008 12:00 Uhr | Volksrepublik China Sun R. (18:49) Sang H. (46:39) Sang H. (59:37) | 3:5 (1:1, 0:2, 2:2) Spielbericht | Russland S. Terentjewa (16:49) J. Smolenzewa (21:43) J. Smolenzewa (25:17) I. Gawrilowa (43:34) I. Gawrilowa (59:56) | Baqu Arena, Harbin Zuschauer: 2.009 |

| 6. April 2008 19:00 Uhr | 6. April 2008 12:00 Uhr | Kanada C. Piper (8:21) J. Botterill (10:52) C. MacLeod (13:17) J. Botterill (13:42) C. Ouellette (25:00) M. Agosta (25:39) G. Apps (26:02) H. Wickenheiser (45:12) J. Hefford (46:31) H. Wickenheiser (50:35) S. Vaillancourt (53:34) | 11:0 (4:0, 3:0, 4:0) Spielbericht | Volksrepublik China | Baqu Arena, Harbin Zuschauer: 1.892 |

| Pl. |                     | Sp | S | OTS | OTN | N | Tore  | Punkte |
| --- | ------------------- | -- | - | --- | --- | - | ----- | ------ |
| 1.  | Kanada              | 2  | 2 | 0   | 0   | 0 | 19:01 | 6      |
| 2.  | Russland            | 2  | 1 | 0   | 0   | 1 | 06:11 | 3      |
| 3.  | Volksrepublik China | 2  | 0 | 0   | 0   | 2 | 03:16 | 0      |

Abkürzungen: Pl. = Platz, Sp = Spiele, S = Siege, OTS = Siege nach Verlängerung (Overtime) oder Penaltyschießen, OTN = Niederlagen nach Verlängerung oder Penaltyschießen, N = Niederlagen

Erläuterungen: Zwischenrundenqualifikant Gruppe D, Zwischenrundenqualifikant Gruppe E, Abstiegsrundenqualifikant

#### Gruppe B
| 4. April 2008 15:30 Uhr | 4. April 2008 8:30 Uhr | Deutschland M. Anwander (15:41) | 1:8 (1:1, 0:3, 0:4) Spielbericht | USA J. Potter (14:25) J. Potter (21:30) K. Thatcher (29:30) M. Duggan (31:17) K. Thatcher (41:58) N. Darwitz (43:11) M. Duggan (52:42) S. Parsons (56:08) | Baqu Arena, Harbin Zuschauer: 1.390 |

| 5. April 2008 15:30 Uhr | 5. April 2008 8:30 Uhr | Schweiz S. Marty (15:35) L. Ruhnke (23:37) L. Nussbaum (39:02) | 3:0 (1:0, 2:0, 0:0) Spielbericht | Deutschland | Baqu Arena, Harbin Zuschauer: 887 |

| 6. April 2008 15:30 Uhr | 6. April 2008 8:30 Uhr | USA C. Cahow (7:34) K. Stack (21:28) G. Marvin (37:17) N. Darwitz (42:06) J. Potter (49:41) M. Engstrom (50:49) M. Duggan (57:12) | 7:1 (1:0, 2:1, 4:0) Spielbericht | Schweiz M. Häfliger (24:21) | Baqu Arena, Harbin Zuschauer: 845 |

| Pl. |             | Sp | S | OTS | OTN | N | Tore  | Punkte |
| --- | ----------- | -- | - | --- | --- | - | ----- | ------ |
| 1.  | USA         | 2  | 2 | 0   | 0   | 0 | 15:02 | 6      |
| 2.  | Schweiz     | 2  | 1 | 0   | 0   | 1 | 04:07 | 3      |
| 3.  | Deutschland | 2  | 0 | 0   | 0   | 2 | 01:11 | 0      |

Abkürzungen: Pl. = Platz, Sp = Spiele, S = Siege, OTS = Siege nach Verlängerung (Overtime) oder Penaltyschießen, OTN = Niederlagen nach Verlängerung oder Penaltyschießen, N = Niederlagen

Erläuterungen: Zwischenrundenqualifikant Gruppe D, Zwischenrundenqualifikant Gruppe E, Abstiegsrundenqualifikant

#### Gruppe C
| 4. April 2008 12:00 Uhr | 4. April 2008 5:00 Uhr | Japan | 0:5 (0:2, 0:2, 0:1) Spielbericht | Schweden A. Lorsell (2:51) K. Myrén (17:04) K. Myren (30:18) M. Rooth (37:01) M. Rooth (48:23) | Baqu Arena, Harbin Zuschauer: 1.543 |

| 5. April 2008 12:00 Uhr | 5. April 2008 5:00 Uhr | Finnland A. Helin (23:55) H. Pelttari (28:05) K. Kovalainen (44:23) A. Helin (44:42) M. Saarinen (50:00) A. Helin (52:02) | 6:1 (0:0, 2:1, 4:0) Spielbericht | Japan E. Wada (26:35) | Baqu Arena, Harbin Zuschauer: 896 |

| 6. April 2008 12:00 Uhr | 6. April 2008 5:00 Uhr | Schweden K. Timglas (7:02) E. Eliasson (50:56) | 2:3 n. V. (1:1, 0:0, 1:1, 0:1) Spielbericht | Finnland M. Voutilainen (5:11) M. Saarinen (42:01) M. Pehkonen (63:00) | Baqu Arena, Harbin Zuschauer: 866 |

| Pl. |          | Sp | S | OTS | OTN | N | Tore  | Punkte |
| --- | -------- | -- | - | --- | --- | - | ----- | ------ |
| 1.  | Finnland | 2  | 1 | 1   | 0   | 0 | 09:03 | 5      |
| 2.  | Schweden | 2  | 1 | 0   | 1   | 1 | 07:03 | 4      |
| 3.  | Japan    | 2  | 0 | 0   | 0   | 2 | 01:11 | 0      |

Abkürzungen: Pl. = Platz, Sp = Spiele, S = Siege, OTS = Siege nach Verlängerung (Overtime) oder Penaltyschießen, OTN = Niederlagen nach Verlängerung oder Penaltyschießen, N = Niederlagen

Erläuterungen: Zwischenrundenqualifikant Gruppe D, Zwischenrundenqualifikant Gruppe E, Abstiegsrundenqualifikant

### Abstiegsrunde

#### Gruppe F
| 8. April 2008 19:00 Uhr (Ortszeit) | 8. April 2008 12:00 Uhr (MESZ) | Deutschland B. Evers (2:47) M. Anwander (3:32) | 2:1 (2:1, 0:0, 0:0) Spielbericht | Japan Y. Adachi (10:36) | Baqu Arena, Harbin Zuschauer: 833 |

| 9. April 2008 19:00 Uhr | 9. April 2008 12:00 Uhr | Japan Y. Adachi (17:42) Y. Hirano (57:04) A. Fujii (59:20) | 3:1 (1:0, 0:0, 2:1) Spielbericht | Volksrepublik China Sun R. (41:47) | Baqu Arena, Harbin Zuschauer: 2.146 |

| 10. April 2008 19:00 Uhr | 10. April 2008 12:00 Uhr | Volksrepublik China Jin F. (12:32) Wang L. (57:58) Sun R. (58:43) Zhang S. (59:20) | 4:2 (1:1, 0:1, 3:0) Spielbericht | Deutschland S. Götz (10:23) N. Ritter (23:46) | Baqu Arena, Harbin Zuschauer: 1.984 |

| Pl. |                     | Sp | S | OTS | OTN | N | Tore | Punkte |
| --- | ------------------- | -- | - | --- | --- | - | ---- | ------ |
| 1.  | Japan               | 2  | 1 | 0   | 0   | 1 | 4:3  | 3      |
| 2.  | Volksrepublik China | 2  | 1 | 0   | 0   | 1 | 5:5  | 3      |
| 3.  | Deutschland         | 2  | 1 | 0   | 0   | 1 | 4:5  | 3      |

Abkürzungen: Pl. = Platz, Sp = Spiele, S = Siege, OTS = Siege nach Verlängerung (Overtime) oder Penaltyschießen, OTN = Niederlagen nach Verlängerung oder Penaltyschießen, N = Niederlagen

Erläuterungen: Absteiger in die Division I

### Qualifikationsrunde

#### Gruppe D
| 8. April 2008 12:00 Uhr (Ortszeit) | 8. April 2008 5:00 Uhr (MESZ) | USA | 0:1 n. V. (0:0, 0:0, 0:0, 0:1) Spielbericht | Finnland H. Pelttari (63:42) | Baqu Arena, Harbin Zuschauer: 804 |

| 9. April 2008 12:00 Uhr | 9. April 2008 5:00 Uhr | Finnland E. Laaksonen (13:49) M. Pehkonen (46:41) | 2:4 (1:1, 0:3, 1:0) Spielbericht | Kanada J. Hefford (3:29) S. Vaillancourt (31:23) S. Vaillancourt (32:01) K. Weatherston (37:25) | Baqu Arena, Harbin Zuschauer: 963 |

| 10. April 2008 12:00 Uhr | 10. April 2008 5:00 Uhr | Kanada J. Hefford (4:21) K. Béchard (16:08) | 2:4 (2:1, 0:1, 0:2) Spielbericht | USA N. Darwitz (15:34) C. Cahow (26:33) M. Duggan (48:24) N. Darwitz (59:36) | Baqu Arena, Harbin Zuschauer: 1.096 |

| Pl. |          | Sp | S | OTS | OTN | N | Tore | Punkte |
| --- | -------- | -- | - | --- | --- | - | ---- | ------ |
| 1.  | USA      | 2  | 1 | 0   | 1   | 0 | 4:3  | 4      |
| 2.  | Kanada   | 2  | 1 | 0   | 0   | 1 | 6:6  | 3      |
| 3.  | Finnland | 2  | 0 | 1   | 0   | 1 | 3:4  | 2      |

Abkürzungen: Pl. = Platz, Sp = Spiele, S = Siege, OTS = Siege nach Verlängerung (Overtime) oder Penaltyschießen, OTN = Niederlagen nach Verlängerung oder Penaltyschießen, N = Niederlagen

Erläuterungen: Teilnehmer am Finale, Teilnehmer am Spiel um Platz 3

#### Gruppe E
| 8. April 2008 15:30 Uhr | 8. April 2008 8:30 Uhr | Schweiz K. Lehmann (17:59) S. Marty (19:49) K. Lehmann (28:46) K. Lehmann (PS) | 4:3 n. P. (2:1, 1:2, 0:0, 0:0, 1:0) Spielbericht | Schweden J. Asserholt (18:30) I. Jordansson (22:02) T. Enström (34:15) | Baqu Arena, Harbin Zuschauer: 812 |

| 9. April 2008 15:30 Uhr | 9. April 2008 8:30 Uhr | Schweden K. Myrén (1:39) A.-L. Edstrand (35:06) K. Timglas (44:10) | 3:1 (1:0, 1:0, 1:1) Spielbericht | Russland J. Smolenzewa (56:12) | Baqu Arena, Harbin Zuschauer: 804 |

| 10. April 2008 15:30 Uhr | 10. April 2008 8:30 Uhr | Russland A. Kapustina (35:41) | 1:2 (0:1, 1:1, 0:0) Spielbericht | Schweiz S. Marty (11:26) S. Marty (20:54) | Baqu Arena, Harbin Zuschauer: 884 |

| Pl. |          | Sp | S | OTS | OTN | N | Tore | Punkte |
| --- | -------- | -- | - | --- | --- | - | ---- | ------ |
| 1.  | Schweiz  | 2  | 1 | 1   | 0   | 0 | 6:4  | 5      |
| 2.  | Schweden | 2  | 1 | 0   | 1   | 0 | 6:5  | 4      |
| 3.  | Russland | 2  | 0 | 0   | 0   | 2 | 2:5  | 0      |

Abkürzungen: Pl. = Platz, Sp = Spiele, S = Siege, OTS = Siege nach Verlängerung (Overtime) oder Penaltyschießen, OTN = Niederlagen nach Verlängerung oder Penaltyschießen, N = Niederlagen

Erläuterungen: Teilnehmer am Spiel um Platz 3

### Finalrunde
Spiel um Platz 3
| 12. April 2008 15:30 Uhr (Ortszeit) | 12. April 2008 8:30 Uhr (MESZ) | Finnland M. Pehkonen (25:05) M. Saarinen (41:09) N. Tikkinen (46:15) J. Hiirikoski (55:00) | 4:1 (0:1, 1:0, 3:0) Spielbericht | Schweiz K. Lehmann (5:18) | Baqu Arena, Harbin Zuschauer: 1.024 |

Finale
| 12. April 2008 19:00 Uhr | 12. April 2008 12:00 Uhr | USA J. Potter (8:09) N. Darwitz (17:41) J. Potter (30:54) N. Darwitz (38:30) | 4:3 (2:1, 2:0, 0:2) Spielbericht | Kanada S. Vaillancourt (1:57) K. Weatherston (48:38) J. Botterill (49:48) | Baqu Arena, Harbin Zuschauer: nicht bekannt |

### Statistik

#### Beste Scorerinnen
Abkürzungen: Sp = Spiele, T = Tore, V = Assists, Pkt = Punkte, +/− = Plus/Minus, SM = Strafminuten; Fett: Turnierbestwert
| Spieler               | Team     | Sp | T | V | Pkt | +/− | SM |
| --------------------- | -------- | -- | - | - | --- | --- | -- |
| Natalie Darwitz       | USA      | 5  | 6 | 4 | 10  | +7  | 2  |
| Hayley Wickenheiser   | Kanada   | 5  | 3 | 6 | 9   | +2  | 6  |
| Jennifer Botterill    | Kanada   | 5  | 4 | 4 | 8   | +4  | 4  |
| Jayna Hefford         | Kanada   | 5  | 3 | 5 | 8   | +4  | 8  |
| Cherie Piper          | Kanada   | 5  | 2 | 6 | 8   | +2  | 0  |
| Jenny Potter          | USA      | 5  | 5 | 2 | 7   | +5  | 2  |
| Julie Chu             | USA      | 5  | 0 | 7 | 7   | +2  | 2  |
| Jekaterina Smolenzewa | Russland | 4  | 4 | 2 | 6   | +4  | 33 |
| Kathrin Lehmann       | Schweiz  | 5  | 4 | 2 | 6   | +5  | 8  |
| Stefanie Marty        | Schweiz  | 5  | 4 | 2 | 6   | +6  | 10 |
| Sarah Vaillancourt    | Kanada   | 5  | 4 | 2 | 6   | +1  | 8  |

#### Beste Torhüterinnen
Abkürzungen: Sp = Spiele, Min = Eiszeit (in Minuten), GT = Gegentore, SO = Shutouts, Sv% = gehaltene Schüsse (in %), GTS = Gegentorschnitt; Fett: Turnierbestwert
| Spieler            | Team     | Sp | Min    | GT | SO | Sv%   | GTS  |
| ------------------ | -------- | -- | ------ | -- | -- | ----- | ---- |
| Noora Räty         | Finnland | 4  | 243:42 | 6  | 1  | 92,59 | 1,48 |
| Florence Schelling | Schweiz  | 5  | 305:00 | 15 | 1  | 91,89 | 2,95 |
| Azusa Nakaoku      | Japan    | 3  | 179:31 | 8  | 0  | 91,01 | 2,67 |
| Charline Labonté   | Kanada   | 3  | 138:29 | 3  | 1  | 90,91 | 1,30 |
| Jessie Vetter      | USA      | 4  | 243:42 | 7  | 0  | 88,14 | 1,72 |

### Abschlussplatzierungen
| Pl. | Team                |
| --- | ------------------- |
| 1   | USA                 |
| 2   | Kanada              |
| 3   | Finnland            |
| 4   | Schweiz             |
| 5   | Schweden            |
| 6   | Russland            |
| 7   | Japan               |
| 8   | Volksrepublik China |
| 9   | Deutschland         |

### Titel, Auf- und Abstieg
| Weltmeister USA | Kacey Bellamy, Caitlin Cahow, Julie Chu, Natalie Darwitz, Rachael Drazan, Meghan Duggan, Molly Engstrom, Sam Faber, Hilary Knight, Jessica Koizumi, Erika Lawler, Gigi Marvin, Sarah Parsons, Jenny Potter, Angela Ruggiero, Molly Schaus, Kelli Stack, Karen Thatcher, Jessie Vetter, Kerry Weiland Trainerstab: Jackie Barto, Kevin Houle, Paul Flanagan                                              |
| Silber Kanada   | Meghan Agosta, Gillian Apps, Kelly Béchard, Jennifer Botterill, Delaney Collins, Becky Kellar, Gillian Ferrari, Jayna Hefford, Rebecca Johnston, Gina Kingsbury, Charline Labonté, Carla MacLeod, Meaghan Mikkelson, Caroline Ouellette, Cherie Piper, Colleen Sostorics, Kim St-Pierre, Sarah Vaillancourt, Katie Weatherston, Hayley Wickenheiser Trainerstab: Peter Smith, Nancy Wilson, Lisa Jordan |
| Bronze Finnland | Maija Hassinen, Venla Heikkilä, Anne Helin, Jenni Hiirikoski, Mira Jalosuo, Kati Kovalainen, Emma Laaksonen, Piia Lallukka, Eini Lehtinen, Mari Pehkonen, Heidi Pelttari, Karoliina Rantamäki, Noora Räty, Mari Saarinen, Saija Sirviö, Nora Tallus, Vilma Tarvainen, Nina Tikkinen, Saara Tuominen, Marjo Voutilainen Trainerstab: Hannu Saintula, Jussi Melkko, Jussi Ahokas                          |

| Absteiger in die Division I:    | Deutschland |
| Aufsteiger in die Top-Division: | Kasachstan  |

### Auszeichnungen
Spielertrophäen
| Auszeichnung          | Spieler         | Team     |
| --------------------- | --------------- | -------- |
| Beste Torhüterin      | Noora Räty      | Finnland |
| Beste Verteidigerin   | Angela Ruggiero | USA      |
| Beste Stürmerin       | Natalie Darwitz | USA      |
| Wertvollste Spielerin | Noora Räty      | Finnland |

All-Star-Team
| Angriff:      | Natalie Darwitz – Hayley Wickenheiser – Jayna Hefford |
| Verteidigung: | Emma Laaksonen – Julie Chu                            |
| Tor:          | Noora Räty                                            |

## Division I
Vom 10. bis zum 16. März 2008 fand das Weltmeisterschaftsturnier der Division I im Olimpiskais Centrs (3.020 Plätze) in Ventspils in Lettland statt. Sechs Mannschaften nahmen daran teil, von denen sich die kasachische Nationalmannschaft bereits im vorletzten Spiel für das Turnier der Top-Division im folgenden Jahr qualifizierte und so den sofortigen Wiederaufstieg schaffte. Gastgeber Lettland musste in die Division II absteigen.
| 10. März 2008 13:00 Uhr (Ortszeit) | Tschechien | 3:1 (1:0, 1:0, 1:1) Spielbericht | Frankreich | Olimpiskais Centrs, Ventspils Zuschauer: 50 |

| 10. März 2008 16:30 Uhr | Slowakei | 1:5 (1:2, 0:2, 0:1) Spielbericht | Kasachstan | Olimpiskais Centrs, Ventspils Zuschauer: 52 |

| 10. März 2008 20:00 Uhr | Norwegen | 3:1 (0:0, 2:1, 1:0) Spielbericht | Lettland | Olimpiskais Centrs, Ventspils Zuschauer: 652 |

| 11. März 2008 13:00 Uhr | Frankreich | 1:5 (1:1, 0:3, 0:1) Spielbericht | Slowakei | Olimpiskais Centrs, Ventspils Zuschauer: 22 |

| 11. März 2008 16:30 Uhr | Kasachstan | 3:2 (1:0, 1:0, 1:2) Spielbericht | Norwegen | Olimpiskais Centrs, Ventspils Zuschauer: 101 |

| 11. März 2008 20:00 Uhr | Lettland | 3:4 (1:1, 1:0, 1:3) Spielbericht | Tschechien | Olimpiskais Centrs, Ventspils Zuschauer: 493 |

| 13. März 2008 13:00 Uhr | Slowakei | 3:2 (1:1, 1:0, 1:1) Spielbericht | Norwegen | Olimpiskais Centrs, Ventspils Zuschauer: 44 |

| 13. März 2008 16:30 Uhr | Kasachstan | 3:1 (2:1, 1:0, 0:0) Spielbericht | Tschechien | Olimpiskais Centrs, Ventspils Zuschauer: 52 |

| 13. März 2008 20:00 Uhr | Lettland | 0:1 (0:0, 0:1, 0:0) Spielbericht | Frankreich | Olimpiskais Centrs, Ventspils Zuschauer: 666 |

| 14. März 2008 13:00 Uhr | Norwegen | 2:3 n. P. (1:0, 0:1, 1:1, 0:0, 0:1) Spielbericht | Tschechien | Olimpiskais Centrs, Ventspils Zuschauer: 60 |

| 14. März 2008 16:30 Uhr | Frankreich | 1:2 (1:1, 0:0, 0:1) Spielbericht | Kasachstan | Olimpiskais Centrs, Ventspils Zuschauer: 29 |

| 14. März 2008 20:00 Uhr | Lettland | 2:3 n. P. (1:0, 0:1, 1:1, 0:0, 0:1) Spielbericht | Slowakei | Olimpiskais Centrs, Ventspils Zuschauer: 450 |

| 16. März 2008 13:00 Uhr | Tschechien | 1:2 (0:1, 0:0, 1:1) Spielbericht | Slowakei | Olimpiskais Centrs, Ventspils Zuschauer: 49 |

| 16. März 2008 16:30 Uhr | Frankreich | 3:2 (1:0, 1:0, 1:2) Spielbericht | Norwegen | Olimpiskais Centrs, Ventspils Zuschauer: 33 |

| 16. März 2008 20:00 Uhr | Kasachstan | 1:3 (1:0, 0:3, 0:0) Spielbericht | Lettland | Olimpiskais Centrs, Ventspils Zuschauer: 532 |

| Pl. |            | Sp | S | OTS | OTN | N | Tore  | Punkte |
| --- | ---------- | -- | - | --- | --- | - | ----- | ------ |
| 1.  | Kasachstan | 5  | 4 | 0   | 0   | 1 | 14:08 | 12     |
| 2.  | Slowakei   | 5  | 3 | 1   | 0   | 1 | 14:11 | 11     |
| 3.  | Tschechien | 5  | 2 | 1   | 0   | 2 | 12:11 | 8      |
| 4.  | Frankreich | 5  | 2 | 0   | 0   | 3 | 07:12 | 6      |
| 5.  | Norwegen   | 5  | 1 | 0   | 1   | 3 | 11:13 | 4      |
| 6.  | Lettland   | 5  | 1 | 0   | 1   | 3 | 09:12 | 4      |

Abkürzungen: Pl. = Platz, Sp = Spiele, S = Siege, OTS = Siege nach Verlängerung (Overtime) oder Penaltyschießen, OTN = Niederlagen nach Verlängerung oder Penaltyschießen, N = Niederlagen

Erläuterungen: Aufsteiger in die Top-Division, Absteiger in die Division II

### Auf- und Abstieg
| Absteiger in die Division I:    | Deutschland |
| Aufsteiger in die Top-Division: | Kasachstan  |
| Absteiger in die Division II:   | Lettland    |
| Aufsteiger in die Division I:   | Österreich  |

## Division II
Vom 25. bis zum 30. März 2008 wurde das Weltmeisterschaftsturnier der Division II in Vierumäki in Finnland ausgetragen. Sechs Mannschaften nahmen daran teil; Österreich gelang der Aufstieg in die Division I, Australien stieg in die Division III ab.
| 25. März 2008 13:30 Uhr (Ortszeit) | Nordkorea | 1:5 (0:2, 0:2, 1:1) Spielbericht | Dänemark | Sport Institute of Finland, Vierumäki Zuschauer: 90 |

| 25. März 2008 17:00 Uhr | Australien | 2:6 (0:2, 2:3, 0:1) Spielbericht | Österreich | Sport Institute of Finland, Vierumäki Zuschauer: 87 |

| 25. März 2008 20:30 Uhr | Italien | 3:2 n. P. (1:1, 0:0, 1:1, 0:0, 1:0) Spielbericht | Niederlande | Sport Institute of Finland, Vierumäki Zuschauer: 78 |

| 26. März 2008 13:30 Uhr | Dänemark | 2:3 (0:0, 0:2, 2:1) Spielbericht | Österreich | Sport Institute of Finland, Vierumäki Zuschauer: 54 |

| 26. März 2008 17:00 Uhr | Niederlande | 6:2 (2:0, 2:0, 2:2) Spielbericht | Australien | Sport Institute of Finland, Vierumäki Zuschauer: 57 |

| 26. März 2008 20:30 Uhr | Italien | 1:6 (0:2, 1:1, 0:3) Spielbericht | Nordkorea | Sport Institute of Finland, Vierumäki Zuschauer: 84 |

| 27. März 2008 13:30 Uhr | Dänemark | 3:0 (2:0, 0:0, 1:0) Spielbericht | Niederlande | Sport Institute of Finland, Vierumäki Zuschauer: 43 |

| 27. März 2008 17:00 Uhr | Italien | 5:0 (1:0, 1:0, 3:0) Spielbericht | Australien | Sport Institute of Finland, Vierumäki Zuschauer: 58 |

| 27. März 2008 20:30 Uhr | Nordkorea | 0:4 (0:2, 0:1, 0:1) Spielbericht | Österreich | Sport Institute of Finland, Vierumäki Zuschauer: 103 |

| 29. März 2008 13:30 Uhr | Niederlande | 0:4 (0:3, 0:0, 0:1) Spielbericht | Nordkorea | Sport Institute of Finland, Vierumäki Zuschauer: 51 |

| 29. März 2008 17:00 Uhr | Österreich | 6:4 (3:0, 2:2, 1:2) Spielbericht | Italien | Sport Institute of Finland, Vierumäki Zuschauer: 102 |

| 29. März 2008 20:30 Uhr | Australien | 1:12 (0:6, 1:4, 0:2) Spielbericht | Dänemark | Sport Institute of Finland, Vierumäki Zuschauer: 70 |

| 30. März 2008 12:00 Uhr | Österreich | 3:2 (2:0, 0:0, 1:2) Spielbericht | Niederlande | Sport Institute of Finland, Vierumäki Zuschauer: 42 |

| 30. März 2008 15:30 Uhr | Nordkorea | 10:0 (2:0, 4:0, 4:0) Spielbericht | Australien | Sport Institute of Finland, Vierumäki Zuschauer: 38 |

| 30. März 2008 19:00 Uhr | Dänemark | 3:2 (0:1, 2:0, 1:1) Spielbericht | Italien | Sport Institute of Finland, Vierumäki Zuschauer: 63 |

| Pl. |             | Sp | S | OTS | OTN | N | Tore  | Punkte |
| --- | ----------- | -- | - | --- | --- | - | ----- | ------ |
| 1.  | Österreich  | 5  | 5 | 0   | 0   | 0 | 22:10 | 15     |
| 2.  | Dänemark    | 5  | 4 | 0   | 0   | 1 | 25:07 | 12     |
| 3.  | Nordkorea   | 5  | 3 | 0   | 0   | 2 | 21:10 | 9      |
| 4.  | Italien     | 5  | 1 | 1   | 0   | 3 | 15:17 | 5      |
| 5.  | Niederlande | 5  | 1 | 0   | 1   | 3 | 10:15 | 4      |
| 6.  | Australien  | 5  | 0 | 0   | 0   | 5 | 05:39 | 0      |

Abkürzungen: Pl. = Platz, Sp = Spiele, S = Siege, OTS = Siege nach Verlängerung (Overtime) oder Penaltyschießen, OTN = Niederlagen nach Verlängerung oder Penaltyschießen, N = Niederlagen

Erläuterungen: Aufsteiger in die Division I, Absteiger in die Division III

### Auf- und Abstieg
| Absteiger in die Division II:  | Lettland       |
| Aufsteiger in die Division I:  | Österreich     |
| Absteiger in die Division III: | Australien     |
| Aufsteiger in die Division II: | Großbritannien |

## Division III
Das Turnier der Division III fand vom 6. bis zum 12. April 2008 in Miskolc in Ungarn statt. Alle Spiele wurden in der Eishalle Miskolci Jégcsarnok ausgetragen, die 1.800 Zuschauern Platz bietet.
| 6. April 2008 12:30 Uhr (Ortszeit) | Großbritannien | 6:0 (3:0, 2:0, 1:0) Spielbericht | Südkorea | Miskolci Jégcsarnok, Miskolc Zuschauer: 100 |

| 6. April 2008 16:00 Uhr | Belgien | 2:5 (0:2, 1:2, 1:1) Spielbericht | Slowenien | Miskolci Jégcsarnok, Miskolc Zuschauer: 100 |

| 6. April 2008 19:30 Uhr | Kroatien | 2:1 (0:0, 1:1, 1:0) Spielbericht | Ungarn | Miskolci Jégcsarnok, Miskolc Zuschauer: 450 |

| 7. April 2008 12:30 Uhr | Großbritannien | 4:1 (0:0, 2:1, 2:0) Spielbericht | Belgien | Miskolci Jégcsarnok, Miskolc Zuschauer: 50 |

| 7. April 2008 16:00 Uhr | Südkorea | 3:2 n. P. (1:1, 0:0, 1:1, 0:0, 1:0) Spielbericht | Kroatien | Miskolci Jégcsarnok, Miskolc Zuschauer: 80 |

| 7. April 2008 19:30 Uhr | Slowenien | 5:0 (1:0, 3:0, 1:0) Spielbericht | Ungarn | Miskolci Jégcsarnok, Miskolc Zuschauer: 350 |

| 9. April 2008 12:30 Uhr | Slowenien | 8:0 (2:0, 3:0, 3:0) Spielbericht | Südkorea | Miskolci Jégcsarnok, Miskolc Zuschauer: 100 |

| 9. April 2008 16:00 Uhr | Großbritannien | 8:4 (3:1, 3:1, 2:2) Spielbericht | Kroatien | Miskolci Jégcsarnok, Miskolc Zuschauer: 80 |

| 9. April 2008 19:30 Uhr | Belgien | 4:1 (1:0, 1:1, 2:0) Spielbericht | Ungarn | Miskolci Jégcsarnok, Miskolc Zuschauer: 400 |

| 11. April 2008 12:30 Uhr | Kroatien | 1:7 (0:4, 0:1, 1:2) Spielbericht | Slowenien | Miskolci Jégcsarnok, Miskolc Zuschauer: 50 |

| 11. April 2008 16:00 Uhr | Südkorea | 3:4 (2:1, 1:3, 0:0) Spielbericht | Belgien | Miskolci Jégcsarnok, Miskolc Zuschauer: 90 |

| 11. April 2008 19:30 Uhr | Ungarn | 0:8 (0:3, 0:3, 0:2) Spielbericht | Großbritannien | Miskolci Jégcsarnok, Miskolc Zuschauer: nicht bekannt |

| 12. April 2008 12:30 Uhr | Belgien | 1:3 (0:0, 1:2, 0:1) Spielbericht | Kroatien | Miskolci Jégcsarnok, Miskolc Zuschauer: 50 |

| 12. April 2008 16:00 Uhr | Slowenien | 2:3 n. P. (1:0, 0:1, 1:1, 0:0, 0:1) Spielbericht | Großbritannien | Miskolci Jégcsarnok, Miskolc Zuschauer: 250 |

| 12. April 2008 19:30 Uhr | Ungarn | 2:1 (0:0, 0:1, 2:0) Spielbericht | Südkorea | Miskolci Jégcsarnok, Miskolc Zuschauer: 600 |

| Pl. |                | Sp | S | OTS | OTN | N | Tore  | Punkte |
| --- | -------------- | -- | - | --- | --- | - | ----- | ------ |
| 1.  | Großbritannien | 5  | 4 | 1   | 0   | 0 | 29:07 | 14     |
| 2.  | Slowenien      | 5  | 4 | 0   | 1   | 0 | 27:06 | 13     |
| 3.  | Kroatien       | 5  | 2 | 0   | 1   | 2 | 12:20 | 7      |
| 4.  | Belgien        | 5  | 2 | 0   | 0   | 3 | 12:16 | 6      |
| 5.  | Ungarn         | 5  | 1 | 0   | 0   | 4 | 04:20 | 3      |
| 6.  | Südkorea       | 5  | 0 | 1   | 0   | 4 | 07:22 | 2      |

Abkürzungen: Pl. = Platz, Sp = Spiele, S = Siege, OTS = Siege nach Verlängerung (Overtime) oder Penaltyschießen, OTN = Niederlagen nach Verlängerung oder Penaltyschießen, N = Niederlagen

Erläuterungen: Aufsteiger in die Division II, Absteiger in die Division IV

### Auf- und Abstieg
| Absteiger in die Division III: | Australien     |
| Aufsteiger in die Division II: | Großbritannien |
| Absteiger in die Division IV:  | Südkorea       |

## Division IV
Das Weltmeisterschaftsturnier der Division IV fand vom 23. bis zum 29. März 2008 in Miercurea Ciuc in Rumänien statt. Die Spiele wurden in der Arena Vákár Lajos Műjégpálya ausgetragen, in der 4.000 Zuschauer Platz finden. Sechs Mannschaften nahmen am Turnier teil.
Aufgrund der Neustrukturierung der Top-Division im Jahr 2011 mit der Verringerung von neun auf acht Teilnehmer und dem Ausfall der Divisionen III und IV im folgenden Jahr stieg Island als Tabellenerster nicht in die Division III auf. Die letztplatzierte Türkei stieg zum Jahr 2011 in die neu eingeführte Division V ab.
| 23. März 2008 13:30 Uhr (Ortszeit) | Neuseeland | 9:1 (1:1, 5:0, 3:0) Spielbericht | Südafrika | Vákár Lajos Műjégpálya, Miercurea Ciuc Zuschauer: 50 |

| 23. März 2008 17:00 Uhr | Türkei | 1:8 (0:3, 1:1, 0:4) Spielbericht | Estland | Vákár Lajos Műjégpálya, Miercurea Ciuc Zuschauer: 50 |

| 23. März 2008 20:30 Uhr | Rumänien | 3:4 (1:2, 1:1, 1:1) Spielbericht | Island | Vákár Lajos Műjégpálya, Miercurea Ciuc Zuschauer: 300 |

| 24. März 2008 13:30 Uhr | Südafrika | 1:2 (1:1, 0:0, 0:1) Spielbericht | Estland | Vákár Lajos Műjégpálya, Miercurea Ciuc Zuschauer: 100 |

| 24. März 2008 17:00 Uhr | Island | 9:0 (3:0, 4:0, 2:0) Spielbericht | Türkei | Vákár Lajos Műjégpálya, Miercurea Ciuc Zuschauer: 50 |

| 24. März 2008 20:30 Uhr | Rumänien | 2:7 (0:2, 2:4, 0:1) Spielbericht | Neuseeland | Vákár Lajos Műjégpálya, Miercurea Ciuc Zuschauer: 150 |

| 26. März 2008 13:30 Uhr | Südafrika | 1:9 (0:5, 0:2, 1:2) Spielbericht | Island | Vákár Lajos Műjégpálya, Miercurea Ciuc Zuschauer: 60 |

| 26. März 2008 17:00 Uhr | Rumänien | 9:1 (1:0, 3:1, 5:0) Spielbericht | Türkei | Vákár Lajos Műjégpálya, Miercurea Ciuc Zuschauer: 250 |

| 26. März 2008 20:30 Uhr | Neuseeland | 4:1 (1:0, 0:0, 3:1) Spielbericht | Estland | Vákár Lajos Műjégpálya, Miercurea Ciuc Zuschauer: 100 |

| 27. März 2008 13:30 Uhr | Island | 5:1 (2:0, 2:0, 1:1) Spielbericht | Neuseeland | Vákár Lajos Műjégpálya, Miercurea Ciuc Zuschauer: 70 |

| 27. März 2008 17:00 Uhr | Türkei | 1:8 (0:3, 0:3, 1:2) Spielbericht | Südafrika | Vákár Lajos Műjégpálya, Miercurea Ciuc Zuschauer: 70 |

| 27. März 2008 20:30 Uhr | Estland | 0:8 (0:3, 0:2, 0:3) Spielbericht | Rumänien | Vákár Lajos Műjégpálya, Miercurea Ciuc Zuschauer: 200 |

| 29. März 2008 13:30 Uhr | Estland | 0:3 (0:2, 0:0, 0:1) Spielbericht | Island | Vákár Lajos Műjégpálya, Miercurea Ciuc Zuschauer: 60 |

| 29. März 2008 17:00 Uhr | Neuseeland | 16:0 (6:0, 7:0, 3:0) Spielbericht | Türkei | Vákár Lajos Műjégpálya, Miercurea Ciuc Zuschauer: 50 |

| 29. März 2008 20:30 Uhr | Südafrika | 4:3 n. V. (3:2, 0:1, 0:0, 1:0) Spielbericht | Rumänien | Vákár Lajos Műjégpálya, Miercurea Ciuc Zuschauer: 250 |

| Pl. |            | Sp | S | OTS | OTN | N | Tore  | Punkte |
| --- | ---------- | -- | - | --- | --- | - | ----- | ------ |
| 1.  | Island     | 5  | 5 | 0   | 0   | 0 | 30:05 | 15     |
| 2.  | Neuseeland | 5  | 4 | 0   | 0   | 1 | 37:09 | 12     |
| 3.  | Rumänien   | 5  | 2 | 0   | 1   | 2 | 25:16 | 7      |
| 4.  | Estland    | 5  | 2 | 0   | 0   | 3 | 11:17 | 6      |
| 5.  | Südafrika  | 5  | 1 | 1   | 0   | 3 | 15:24 | 5      |
| 6.  | Türkei     | 5  | 0 | 0   | 0   | 5 | 03:50 | 0      |

Abkürzungen: Pl. = Platz, Sp = Spiele, S = Siege, OTS = Siege nach Verlängerung (Overtime) oder Penaltyschießen, OTN = Niederlagen nach Verlängerung oder Penaltyschießen, N = Niederlagen

Erläuterungen: Absteiger in die Division V

### Auf- und Abstieg
| Absteiger in die Division IV: | Südkorea |
| Absteiger in die Division V:  | Türkei   |